# Baltazar Paśnikowski
Baltazar Paśnikowski (ur. 3 stycznia 1830 w Czemiernikach, zm. 17 czerwca 1863 w Zamościu) – polski ksiądz katolicki, działacz niepodległościowy.
Urodził się w rodzinie mieszczańskiej w Czemiernikach, w województwie lubelskim. Edukację swoją rozpoczynał w Łukowie, następnie w roku 1848 wraz z listem pochwalnym został przyjęty do piątej klasy Gimnazjum Męskiego w Lublinie (ob. I Liceum Ogólnokształcącego im. Stanisława Staszica).
W 1849 roku wstąpił do seminarium duchownego w Lublinie, po roku skierowano go na studia do Akademii Duchownej w Warszawie. Kapłanem został w 1853, jego pierwszą parafią były Bełżyce – pełnił tam posługę wikariusza. Naukę zakończył w 1854 ze stopniem kandydata teologii. W roku 1855 został wikariuszem w lubelskiej katedrze Matki Bożej pw. św. Jana Chrzciciela i św. Jana Ewangelisty.
W 1861 roku ks. Paśnikowski wraz z Leonem i Stanisławem Frankowskim stworzył jedną z pierwszych w kraju organizacji spiskowych przygotowujących powstanie styczniowe. Szacuje się, że w jego grupie mogło działać nawet około 5000 osób. Wciągnął do konspiracji wielu przedstawicieli duchowieństwa. Wierzył, że walka o niepodległość ojczyzny wynika z prawd wiary chrześcijańskiej i powinni w niej uczestniczyć zarówno wierni, jak i duchowni.
Od 1862 pełnił funkcję naczelnika powstańczego województwa lubelskiego. Miesiąc przed wybuchem powstania – 19 grudnia 1862 – został aresztowany. Został osadzony w twierdzy Zamość. Pomimo wielogodzinnych tortur nie wydał nikogo, lecz zapadł na zdrowiu psychicznym.
17 czerwca 1863 roku znaleziono go w celi martwego. Przyczyny jego śmierci nigdy nie ustalono i przypisano ją samobójstwu. Według władz powstańczych został pokątnie zamordowany. Ciało ks. Baltazara Paśnikowskiego pochowano na cmentarzu w Zamościu
Obecnie jego imię nosi jedna z ulic Lublina w dzielnicy Konstantynów.